# Dictyophleba
Dictyophleba é um género botânico pertencente à família Apocynaceae.